# Hölle 36
Hölle 36 ist ein US-amerikanischer Kriminalfilm aus dem Jahr 1954 von Don Siegel, der zum Subgenre des Film noir gezählt wird. Er wurde von Filmakers Productions produziert. Deren Produzent war Collier Young, der Ex-Mann von Ida Lupino. Beide waren die Autoren des Drehbuchs.

## Handlung
In New York City wird ein Mann ermordet und ausgeraubt, der 300.000 Dollar zu einem Nachttresor einer Bank bringen will. Ein Jahr später ist in Los Angeles der Polizeidetektiv Cal Bruner auf dem Heimweg, als er Zeuge eines Raubüberfalls auf einen Drugstore wird. Bruner greift ein, erschießt einen der Täter und nimmt den anderen fest. Die Polizei stößt bei dem Räuber auf Geldscheine, die aus dem New Yorker Raubmord stammen. Captain Michaels befragt den überfallenen Ladenbesitzer nach der Herkunft eines 50-Dollar-Scheins. Der Schein wurde ihm als Bezahlung von einem Barkeeper eines örtlichen Nightclubs gegeben.
Am nächsten Tag befragen Bruner und sein Kollege Jack Farnham den Barkeeper, der angibt, den Schein von der Sängerin Lilli Marlowe geliehen zu haben. Leider kann Lilli nur eine ungenaue Personenbeschreibung des betrunkenen Mannes geben, der ihr den Schein als (außerordentlich hohes) Trinkgeld gab. Als weitere Scheine aus dem Raubmord auf einer Pferderennbahn in Hollywood auftauchen, schickt Michaels Lilli mit den beiden Detectives zur Rennbahn, um mit etwas Glück den Mann dort zu finden. Mehrere Tage besuchen die drei erfolglos die Rennbahn, wobei es zwischen Lilli und Bruner zu einer Romanze kommt. Als man an einem der folgenden Tage die Autos überprüft, die den Parkplatz verlassen, sieht Lilli den Mann in ein Auto steigen. Bruner und Farnham versuchen, den Mann zu fassen, der jedoch Gas gibt. Sein Wagen kommt von der Straße ab und stürzt einen Abhang hinunter, der flüchtige Fahrer ist tot. Bruner und Farnham sammeln einige Banknoten ein, die der Wind aus dem Wrack weht, und finden eine Metallbox voller Geldscheine. Bruner nimmt einige Bündel an sich. Farnham äußert schwere Bedenken, die Bruner abtut. Die beiden untersuchen das Auto und verlassen den Unfallort, nachdem Captain Michaels mit weiteren Polizisten eingetroffen ist. Farnham will Bruner nun dazu bringen, das Geld, das markiert ist, zurückzugeben. Bruner nimmt seinen Kollegen mit zu einem Wohnwagenpark. Im Trailer mit der Nummer 36, den Bruner gemietet hat, zeigt er Farnham das versteckte Geld und überzeugt ihn vorerst, mitzuspielen.
Bruner geht mit Lilli zu einem Abendessen bei Farnham und dessen Frau Francey. Lilli spürt eine Spannung zwischen den Männern und ist überrascht, dass sich Farnham aus Selbsthass betrinkt. Auf dem Heimweg erzählt Lilli Bruner, dass sie für eine Weile zu Auftritten nach Las Vegas will. Nach einer kurzen Auseinandersetzung kann Bruner sie umstimmen, zu bleiben. Am nächsten Morgen informiert Michaels die Detektive, dass von der Beute 200.000 Dollar im Wrack gefunden wurden. Michaels glaubt aufgrund eines vorgefundenen Kleiderkoffers, der Täter habe einen Komplizen gehabt. Kurz darauf erhält Bruner den Anruf eines Mannes, der sich als der Komplize ausgibt und Bruners Bild und Namen in der Zeitung gesehen hat. Er verlangt das Geld zurück, das Bruner an sich genommen hat, und erpresst ihn und Farnham. Bruner und Lilli wollen nach Mexiko ziehen und dort heiraten. Farnham, bereits entnervt von eindeutigen Anspielungen durch Kollegen, will das Geld an Michaels übergeben. Bruner stimmt schließlich – zum Schein – zu und fährt mit Farnham zum Trailer. Als Farnham den Trailer mit dem Geld in einer Papiertüte verlässt, will Bruner ihn erschießen. Er wird jedoch von der Stimme des 'Komplizen' abgelenkt, die unerwarteterweise ertönt und ihn des Doppelspiels beschuldigt. Bruner fordert den geheimnisvollen Mann auf, Farnham zu erschießen. Als keine Reaktion erfolgt, schießt Bruner selber, verletzt Farnham aber nur. Bruner wird von dem Mann erschossen. Aus dem Schatten tritt Michaels hervor, der sich um Farnham kümmert. Er klärt ihn auf, dass es keinen Komplizen gebe, sondern ein Kollege Bruner angerufen hat. Michaels hatte den Verdacht, dass die beiden Detectives mit dem Verschwinden des Geldes zu tun haben.

## Hintergrund

### Produktion
Drehbeginn war Anfang Juni 1954. Es wurde in den Republic-Studios in North Hollywood sowie auf dem Hollywood Park Race Track in Inglewood gedreht.

### Stab
Sam Peckinpah war Dialogregisseur, es war sein erster Einsatz bei einem Film überhaupt. Edward G. Boyle war der Szenenbildner, Arthur Morton und Shorty Rogers die Orchesterleiter. 

### Besetzung
In kleinen nicht im Abspann erwähnten Nebenrollen traten Chester Conklin als Mordopfer, Richard Deacon als Ladenbesitzer und Dabbs Greer als Barkeeper auf. Der bei der Flucht umgekommene Mörder wurde von George Dockstader gespielt.

## Veröffentlichung
Die Premiere des Films fand am 3. September 1954 statt. In der Bundesrepublik Deutschland kam er am 2. März 1956 in die Kinos, in Österreich im Juli 1956. 

## Kritiken
Der Filmkritiken-Aggregator Rotten Tomatoes hat in einer Auswertung von mehr als 100 User-Kritiken ein Publikumsergebnis von 67 Prozent positiver Bewertungen ermittelt.
Das Lexikon des internationalen Films schrieb: „Ein präzise konstruierter Kriminal- und Polizeifilm mit reizvoller sozialer und psychologischer Grundierung.“
Bosley Crowthers von der The New York Times meinte, ein Kritiker könne bemerken, dass die Aufmerksamkeit zwischen der Hauptgeschichte und der Nebenfigur, von Ida Lupino gespielt, aufgeteilt wurde. Aber man müsse sich keine Sorgen machen, es sei kein Schaden entstanden. Es sei das übliche Melodram über Polizisten.